# Sakarun
Sakarun je prostrana pješčana plaža duga oko 800 m, otvorena prema južnoj pučini Jadrana. Nalazi se na sjeverozapadnoj obali Dugog otoka, u blizini naselja Veli Rat, Verunić, Soline i Božava.
Uvala Sakarun proteže se na 80 ha. More je duboko 10 metara, a posebnost mu daje sitni bijeli pijesak, dok je na žalu krupniji šljunak, to jest kameni obluci. Sve to čuva šuma karakteristične mediteranske zajednice gariga, makije te crnog i alepskog bora. Podmorje je bogato livadama morske cvjetnice posidonije (Posidonia oceanica), mediteranskog endema te drugih brojnih vrsta koje su predložene za europsku mrežu staništa Natura 2000. Bioraznolikost je jedan od razloga što je Sakarun zaštićen u okviru sjeverozapadnog dijela Dugog otoka u kategoriji značajnog krajobraza.
Na plaži se nalaze ugostiteljski objekti koji nude osvježenja od ljetnih vrućina i lagane obroke. Organiziran je i prijevoz do Sakaruna iz Božave, turističkim vlakićem koji polazi svakih sat vremena.
Sama plaža je nažalost podložna otvorenom moru koje donosi nečistoće pa tako nije rijetkost da na obali budu kante, vrećice, boce, morska trava i sl.
Tijekom turističke sezone na Sakarun dolazi oko 400 do 500 posjetitelja dnevno. Na plaži su postavljena 10 atraktivnih suncobrana od trstike koje se uklapljaju u prirodni ambijent.
Uvala Sakarun postala je članica udruženja kluba "Najljepše uvale svijeta" gdje se nalaze uvale 25 zemalja sa svih kontinenata. Odluka o pristupanju Sakaruna je donesena na zasjedanju Upravnog odbora Udruženja u Parizu tragom odluka s 8. Kongresa kojem su domaćin bili Turska i Grčka gdje se Sakarun predstavio ovom ekskluzivnom klubu. Uz uvalu Sakarun provjere na razinama kontinenata su prošli i predstavnici Namibije i Tajvana.